# Suzette
Suzette é uma comuna francesa na região administrativa da Provença-Alpes-Costa Azul, no departamento de Vaucluse. Estende-se por uma área de 6,75 km². Em 2010 a comuna tinha 118 habitantes (densidade: 17,5 hab./km²).